# Federica Montseny
Federica Montseny Mañé (Madrid, 12 febbraio 1905 – Tolosa, 14 gennaio 1994) è stata una scrittrice, politica e anarchica spagnola.
Fu la prima donna in Spagna e tra le prime in Europa occidentale ad assumere una carica ministeriale: nel periodo della Seconda Repubblica, dal 4 novembre 1936 al 17 maggio 1937, fu ministra della Sanità e della Previdenza sociale. Pubblicò quasi cinquanta brevi romanzi a sfondo romantico-sociale rivolti alle donne della classe proletaria; scrisse inoltre opere politiche, etiche, biografiche ed autobiografiche.

## Famiglia e gioventù
Federica Montseny Mañé nacque il 12 febbraio 1905 da Juan Montseny Carret (alias Federico Urales) e Teresa Mañé Miravet (alias Soledad Gustavo), entrambi editori anarchici, curatori de La Revista Blanca, un quindicinale anarco-individualista di sociologia, scienze ed arti, nel quale Federica stessa pubblicò degli articoli.
L'attivismo politico dei genitori le permise di crescere in un ambiente libertario e stimolante, e di conoscere personaggi influenti della scena dell'epoca: Azorín, Baroja, Unamuno e Pi i Margall, fra i principali esponenti della generazione del '98; Salvador Seguí, conosciuto come il Noi del Sucre, leader sindacalista; Luìs Companys, che diventò presidente della Generalitat catalana, e Ángel Pestaña, più volte segretario generale della CNT e fondatore del Partito Sindicalista.
Federica ricevette un'educazione completa: oltre alla dedizione per l'impegno sociale, le venne trasmesso l'interesse per la cultura umanistica, che coltivò seguendo i corsi liberi di Filosofia e Lettere presso l'Università di Barcellona.
Dal 1923 al 1936 collabora con varie riviste tra cui Solidaridad Obrera, Tierra y Libertad e Nueva Sienda con lo pseudonimo di Blanca Montsan. In ambito giornalistico il suo impegno maggiore è però nella La Revista Blanca, per la quale scrisse più di cinquanta articoli che verranno poi raccolti nelle collane La Novela Ideal e La Novela Libre.
Alcuni dei suoi romanzi, come La victoria (1925), El hijo de Clara (1927), La indomable (1928), quest'ultimo prevalentemente autobiografico, saranno dedicati ai diritti delle donne e alla questione dell'indipendenza femminile, temi che Federica Montseny avrà a cuore per tutta la vita.
Nel 1927 entra nella Federación Anarquista Ibérica (FAI). Nel 1930 si sposa con Germinal Esgleas, con cui condivide l'anarchismo ed il sindacalismo e dal quale avrà tre figli: Vida (1933), Germinal (1938) e Blanca (1942).

## Attivismo anarco-sindacalista
(Federica Montseny a proposito dell'anarchismo, 4 luglio 1931.)
Nel 1931 si affilia alla CNT (Confederazione Nazionale del Lavoro) e comincia ad assumere un ruolo di spicco; l'anno successivo promuoverà una campagna propagandistica che dall'Andalusia si estenderà a tutto il territorio spagnolo. Nel 1933, a Parigi, prende parte alle proteste contro il massacro di Casas Viejas, una località della provincia di Cadice di circa 2 000 abitanti, dove fra il 10 e il 12 gennaio di quell'anno un'unità di assalto agli ordini del governo di Manuel Azaña intervenne con repressione brutale contro la sollevazione di un gruppo di anarchici, uccidendo circa 20 persone.
L'apice dell'attivismo di Federica Montseny viene raggiunto nel 1936, quando interviene nel Congresso di Zaragoza della CNT in un dibattito sull'anarco-comunismo. Allo scoppio della guerra aderisce al fronte peninsulare della FAI e al fronte nazionale della CNT.
Nel settembre 1936, a pochi mesi dall'inizio della guerra civile spagnola,  il socialista Francisco Largo Caballero assume la carica di primo ministro e ministro della Guerra nella Seconda Repubblica Spagnola. Egli forma un governo con le principali forze politiche antifasciste, a cui per la prima volta partecipa anche la CNT, che dopo un intenso dibattito, approva l’entrata al governo di Federica Montseny, Juan García Oliver, Joan Peiró e Juan López Sánchez.
Montseny è responsabile del Ministero della Salute e dell’Assistenza Sociale dal 4 novembre 1936 al 17 maggio 1937, diventando la prima donna nominata ministro in Spagna. In questo breve periodo propone la realizzazione di centri di accoglienza per minori e per donne in gravidanza, presenta alcune leggi per la tutela di persone diversamente abili e il primo progetto di legge sull’aborto. I suoi progetti verranno accantonati non appena Federica esce dal governo. Il diritto all’aborto sarà riconosciuto in Spagna circa 50 anni più tardi.

## L'esilio e la transizione
Come molti connazionali dopo la fine della Guerra Civile emigra in Francia, dove vivrà in libertà vigilata fino alla liberazione nel 1944. La polizia nazista e franchista ne chiederà l'estradizione, negata però dalle autorità francesi. Durante il periodo che trascorre a Tolosa continua a lavorare, pubblicando e dirigendo riviste anarchiche come CNT ed Espoir e viaggiando in Svezia, Messico, Inghilterra ed Italia.
Nel 1977, due anni dopo la morte di Francisco Franco, fa ritorno in Spagna e continua a battersi per la causa anarchica, opponendosi all'assetto politico costituzionale in via di costruzione e ai Patti della Moncloa, gli accordi conclusi nel 1977 tra i principali partiti politici con rappresentanza parlamentare con l'obbiettivo di risanare la situazione economica spagnola nel processo di transizione tra la fine della dittatura di Franco e la democrazia.
Nei suoi ultimi anni rivendica la restituzione del patrimonio delle associazioni sindacali, utilizzato dallo Stato per il finanziamento della Guerra Civile.
Il suo impegno anarchico rimarrà costante fino alla sua morte, avvenuta il 14 gennaio 1994.

## L'attività letteraria
L'impegno letterario di Montseny inizia nel 1920, quando a soli 15 anni scrive Horas Trágicas, un'opera drammatica basata sulle stragi che il pistolerismo, ossia la pratica utilizzata da molti imprenditori di assoldare gangster e picchiatori per colpire e uccidere i sindacalisti e i lavoratori più impegnati, stava mietendo nelle file del proletariato catalano. Il testo viene pubblicato da Fernando Pintado nella raccolta La Novela Roja (1922-1923).
Da questo momento in poi continua a scrivere, cooperando frequentemente con La Revista Blanca, e pubblicando tra il 1923 e 1936 decine di racconti e opere narrative nelle collane La Novela Ideal e La Novela Libre.
Uno degli romanzi emblematici che Montseny scrisse fu Heroínas, pubblicato nella raccolta La Novela Libre in data sconosciuta. Ispirata dalla Rivoluzione delle Asturie del 1934, dietro la trama fittizia, l’autrice espone le sue opinioni su diverse questioni sociali e politiche: la figura della donna emancipata, il ruolo delle donne nei processi rivoluzionari, l’efficacia del sistema scolastico moderno, le differenze di pensiero tra socialisti e anarchici, la lotta armata come risposta alla repressione e l’organizzazione di milizie clandestine.
In tutta la sua produzione letteraria (romanzi, racconti, biografie, autobiografie e poesie), emergono i temi chiave del suo pensiero: la tutela dei diritti delle donne (ne sono esempi La victoria (1925), El hijo de Clara (1927), La indomable (1928) e i racconti brevi, soprattutto degli esordi), e la sensibilità verso i problemi del popolo.
La vicinanza alla gente comune, che le valse il soprannome di "avvelenatrice di due generazioni di spagnoli" da parte del governo franchista, è presente in Cien días de la vida de una mujer (1949) e Pasión y muerte de los españoles en Francia (1950), testi di vario genere sulla tragica condizione del popolo dopo la fine della guerra civile spagnola.

## La difesa dell'uguaglianza di genere e il femminismo di classe
Cresciuta in un ambiente familiare all'insegna della tolleranza e della parità dei sessi, ben presto Montseny sviluppa un forte spirito femminista, i cui valori cerca di diffondere sia attraverso campagne politiche, con l'obbiettivo di costituire sezioni del movimento delle donne attive nelle rivendicazioni, specie a tutela delle donne della classe operaia, sia mediante la sua produzione letteraria.
Nel criticare gli stereotipi femminili sostiene che uomo e donna sono uguali fra loro, possedendo medesime capacità e difetti. Nello stesso tempo si distacca dalle correnti del femminismo tradizionale, sottolineando i limiti rappresentati dalle semplici richieste di uguaglianza giuridica (diritto di voto), in quanto a suo parere di questi vantaggi avrebbero beneficiato soltanto le donne benestanti.

## Influenze
Montseny viene spesso associata ad altre autrici contemporanee, come Carmen de Burgos, Margarita Nelken e María Lejárraga, donne che come lei univano l'attività letteraria all'attivismo politico, partecipando alle lotte sociali in una "doppia militanza".
In ambito letterario Montseny stessa afferma di essere stata influenzata dal naturalismo francese di Zola, da Proudhon e Bakunin, nonché da scrittori russi come Tolstoj, Dostoevskij e Gor'kij.

## Onorificenze
Per il suo impegno politico sono state intitolate a Montseny numerose strade nel territorio spagnolo: a San Fernando de Henares, La Coruña, Rivas Vaciamadrid, Bonrepós y Mirambell, Andújar, Salou, Puçol, Fuenlabrada, Leganés, Getafe, Picassent, Talavera de la Reina o Gijón. Portano inoltre il suo nome alcune scuole a Burjasot, Fuenlabrada e Badía del Vallés, un centro medico a Vallecas (Madrid) ed una biblioteca a Canovelles.
Nel 2014, con la modifica in termini restrittivi della Legge sull'aborto da parte del Partito Popolare al governo, la rete sociale 15M Berlín ha promosso la realizzazione di centri di accoglienza in vari paesi del mondo intitolati a Federica Montseny, rivolti alle donne che desiderano ricorrere all'interruzione di gravidanza in maniera libera e sicura, senza essere perseguite dalla legge.

## Opere

### Romanzi
- Horas Trágicas (1920)
- Amor de un día (1920)
- Ana María (1920)
- El amor nuevo (1920)
- El juego del amor y de la vida (1920)
- La mujer que huía del amor (1920)
- La vida que empieza (1920)
- Los caminos del mundo (1920)
- María Magda (1920)
- Maternidad (1920)
- Vampiresa (1920)
- Florecimiento (1925)
- La victoria (1925)
- Vida nueva (1925)
- ¿Cuál de las tres? (1925)
- Los hijos de la calle (1926)
- El otro amor (1926)
- La última primavera (1926)
- Resurrección (1926)
- El hijo de Clara (1927)
- La hija del verdugo (1927)
- El rescate de la cautiva (1927)
- El amor errante (1927)
- La indomable (1928)
- La ruta iluminada (1928)
- El último amor (1928)
- Frente al amor (1929)
- Sol en las cimas (1929)
- El sueño de una noche de verano (1929)
- La infinita sed (1930)
- Sonata patética (1930)
- Pasionaria (1930)
- Tú eres la vida (1930)
- El ocaso de los dioses (1930)
- Aurora roja (1931)
- Cara a la vida (1931)
- El amor que pasa (1931)
- Nocturno de amor (1931)
- Una mujer y dos hombres (1932)
- Amor en venta (1934)
- Nada más que una mujer (1935)
- Vidas sombrías (1935)
- Tres vidas de mujer (1937)
- La indomable (1928)
- Una vida (1940)
- Amor sin mañana
- La rebelión de los siervos
- La sombra del pasado
- Martirio
- Nuestra Señora del Paralelo
- Sinfonía apasionada
- Una historia triste

### Altre opere
- La mujer, problema del hombre (1932)
- Heroínas (1935)
- Buenaventura Durruti (1936)
- In Memoriam of Comrade Durruti (1936)
- La voz de la F.A.I. (1936)
- El anarquismo militante y la realidad española (1937)
- La incorporación de las masas populares a la historia: la Commune, primera revolución consciente (1937)
- Anselmo Lorenzo (1938)
- Cien días de la vida de una mujer (1949)
- Jaque a Franco (1949)
- Mujeres en la cárcel (1949)
- El problema de los sexos: matrimonio, unión libre y amor sin convivencia (1950)
- Pasión y muerte de los españoles en Francia (1950)
- María Silva: la libertaria (1951)
- El Éxodo: pasión y muerte de españoles en el exilio (1969)
- Problemas del anarquismo español (1971)
- Crónicas de CNT: 1960-1961 (1974)
- Qué es el anarquismo (1974)
- El éxodo anarquista (1977)
- Cuatro mujeres (1978) Producciones Editoriales. ISBN 84-365-1385-1
- Seis años de mi vida (1978)
- Mis primeros cuarenta años (1987) Ed. Plaza & Janés, 1987. ISBN 84-01-35155-3